# Грейн, Джейкоб Томас
Джэкоб Томас (Джей-Ти, Джэк) Грейн (англ. Jacob Thomas "Jack" Grein, J. T. Grein; 1862—1935) — английский театральный деятель.
Родился в Голландии. Поселился в Лондоне в 1885 году, был натурализирован в 1895 году.
Писал театральные рецензии в журналах «Лайф» (1888—1891), «Санди таймс» (1897—1918) и «Иллюстрейтед Лондон ньюс» (1920—1935).
Создал лондонский «Независимый театр» (Independent Theatre Society, 1891—1897), ориентируясь на Свободный театр А. Антуана. Театра был открыт «Привидениями» Г. Ибсена. Спектакли шли как «закрытые» показы по приглашениям, что позволило театру обойтись без официальной лицензии. В 1892 году театр представил первую пьесу Б. Шоу «Дома вдовца».
В 1904 году Грейн женился на актрисе Алисе Августе Гривен (Greeven).
Вместе с женой создал проект «Немецкий театр в Лондоне» (German Theatre in London Program), задействовавший немецких актеров и режиссёров (в том числе Макса Беренда и Ханса Андресена) в постановках немецких пьес на немецком же языке. Программа действовала с 1900 по 1908 год.
В 1923 году Грейн основал Народный театр в Лондоне.
Ставил пьесы Г. Ибсена, Э. Золя, Г. Гауптмана, Л. Н. Толстого и др.